# Viby J (stacja kolejowa)
Viby J (duński: Viby J Station) – stacja kolejowa w Viby (dzielnicy miasta Aarhus), w regionie Jutlandia Środkowa, w Danii, na trasie linii Fredericia – Aarhus i Odderbanen.
Stacja jest zarządzana i obsługiwana przez Danske Statsbaner.

## Linie kolejowe
- Fredericia – Aarhus
- Odderbanen